# Marconi Comunicações Internacionais
A Marconi Relações Internacionais (nome comercial original: Companhia Portuguesa Rádio Marconi; nome formal: CPRM - Companhia Portuguesa Rádio Marconi, SA) foi uma empresa de telegrafia e de satélite portuguesa.

## Origem
A CPRM - Companhia Portuguesa de Rádio Marconi foi constituída a partir do contrato de concessão celebrado entre o Governo português e a Marconi Wireless Telegraph Company Limited.
Os Estatutos da Companhia Portuguesa de Rádio Marconi foram publicados em 18 de Julho de 1925, dando início à actividade preparatória das comunicações sem fios entre Portugal e o resto do Mundo. 

## Sede
A primeira sede localizou-se na Rua de São Julião, n.º 131, em Lisboa, onde foi instalada uma central telegráfica. Também foram construídas uma estação de rádio comunicações em Alfragide e outra em Vendas Novas.
Em 15 de Dezembro de 1926, entram em funcionamento as estações da Madeira e dos Açores, ligando através de rádio comunicações o triângulo Continente - Açores - Madeira. Alguns meses mais tarde, seria a vez de fazer comunicar Lisboa com Madrid, Paris e Berlim, o Brasil e colónias portuguesas de Cabo Verde, Angola e Moçambique.

## Década de 30
Ao longo da década de 30 Portugal assistiu à transformação profunda do clima político e económico nacional, orientado para o regime de autarcia, nacionalista e colonial, onde a rede de telecomunicações constituiu eixo estratégico das ligações entre o continente e os arquipélagos dos Açores e Madeira, os territórios coloniais e a rede mundial. Neste contexto, a Companhia Portuguesa Rádio Marconi iniciou o serviço de comunicações radiotelefónicas, em 1937, estabelecendo circuitos entre Lisboa e Londres,a 10 de Agosto, e Berlim e Paris, 27 do mesmo mês. No ano seguinte foram abertos ao público os circuitos radiotelefónicos Lisboa-Ponta Delgada e Lisboa-Funchal.

## Década de 40
A década de 40 ficou marcada pela Segunda Grande Guerra, período de grave crise, económica e social, que afectou a empresa. Só após o fim do conflito esta voltou a introduzir novos serviços comerciais.

## Década de 50
No início dos anos 50, a rede da empresa dispunha de 48 emissores telegráficos e telefónicos, sendo 25 no Continente e 23 nas Ilhas Adjacentes e no Ultramar, e 106 unidades receptoras, constituindo 84 receptores telegráficos e telefónicos. O número total de antenas era de 117, das quais 67 no Continente e 50 nas Ilhas e Ultramar.

## Década de 60: dos Cabos Submarinos aos Satélites
Nos anos 60 a CPRM viu renovado o seu contrato de concessão e ampliado o seu âmbito. Foram lançados novos cabos submarinos. O cabo SAT-1 ligou à África do Sul, com 10 900 Km de comprimento e 360 circuitos telefónicos, obrigando à construção das Estações de Cabos de Sesimbra e Ilha do Sal (Cabo Verde). O cabo PORT/UK ligou Portugal à  Grã-Bretanha. Iniciaram-se também os contactos para a instalação de uma rede de telecomunicações via satélite.

## Década de 70
Nos inícios da década de 70, com a integração de Portugal no projecto Intelsat (International Telecommunications Satellite Organization), o Governo português designava a CPRM como sua legítima representante, política que voltaria a ser seguida já nos finais da mesma década (1977), quando Portugal é aceite como membro da Eutelsat e em 1978 na Inmarsat. Neste período são construídas as Estações Terrenas de Sintra, Cacuaco (Angola) e Boane (Moçambique). 
A década seria importante na história da empresa, uma vez que o salto tecnológico permitiu-lhe posicionar-se na vanguarda das comunicações. Em contrapartida, e na sequência da revolução em Portugal (25 de Abril de 1974) e da independências das colónias a empresa viria a perder todas as estações, negócios e patrimónios nos novos países independentes. Foi um tempo de grave crise, que foi ultrapassada pela excepcional capacidade da “Familia Marconi” em enfrentar os desafios. 

## Década de 80
Na década de 80, a CPRM aposta forte no aumento da capacidade de tráfego, investimentos sucessivos em Cabos Submarinos (Atlantis, Atlas, TAT-7) e de Satélites: Estações Terrenas de Ponta Delgada, Funchal, Sintra-2, etc. Em 1983, era inaugurado o primeiro comutador digital internacional da Europa, o NEAX-61K. Dá-se a internacionalização da CPRM, passando a designar-se como Marconi Comunicações Internacionais, e estabelecendo uma joint-venture com a EMBRATEL – Empresa Brasileira de Telecomunicações.  Entram em funcionamento as Estações de Sintra-3 (tráfego para o Oriente) e Sintra-4 (transmissão digital para a Europa).
Nesta mesma década, a CPRM efectuou um aumento de capital e cotou-se na bolsa de valores.

## Década de 90
Com a actualização permanente do mercado, e com vista à ampliação para mais de 20 vezes das capacidades ao serviço do país nas redes de telecomunicações de longa distância, nacional e internacional, a CPRM foi investindo, como foi o caso dos sistemas do Atlântico Norte e Sul, submarinos Columbus-III, TAT-12/13 e Atlantis-2, Americas-2 e SAT-3, respectivamente. Ou ainda o investimento feito no SEA-ME-WE-3, que fornece algumas zonas da Europa e Extremo Oriente, o sistema de cabos submarinos mais longo do mundo, com 40.000 km, ligando 33 países de quatro continentes. Foram introduzidos novos serviços telemáticos, televisão, etc. e ampliada a oferta comercial. Adicionalmente, participou no consórcio TMN (hoje MEO), que é hoje a maior rede de telecomunicações móveis de Portugal.

### Integração na Portugal Telecom
Em 1995 a Portugal Telecom adquiriu integralmente o capital da CPRM, concluindo o processo de fusão no ano de 2002. Em 2000, tornou-se um operador fixo de acesso indirecto, utilizando as infraestruturas da Portugal Telecom. Para a história das telecomunicações portuguesas, ficaram 75 anos de bons serviços e um exemplo de sucesso empresarial.